# Полис, Янис Юрьевич
Я́нис Юрьевич По́лис (латыш. Jānis Polis; 25 июня 1938, Лейшмале Элейской волости — 12 апреля 2011, Рига) — советский и латвийский эмеритированный учёный-фармаколог, создатель одного из методов синтеза антивирусного препарата ремантадин. Автор 36 изобретений.

## Биография

### Семья и ранние годы
Янис Полис родился 25 июня 1938 года в селении Лейшмале Элейской волости Елгавского уезда, в доме «Бумбиерес». Он был старшим сыном в крестьянской семье Юриса Аугуста Полиса и его супруги Марии Аустры, она была родом из Литвы. Во время войны Юрис Полис был мобилизован в Латышский добровольческий легион СС и принимал участие в карательных акциях на территории Белорусской ССР. При отступлении 15-й гренадёрской дивизии Ваффен СС на запад Юрис Полис сначала попал в англо-американский плен в Ольденбурге. В лагере военнопленных не хватало еды, свирепствовал голод. После перевода в лагерь в Бельгии условия улучшились, а Юриса взяли на кухню поваром. Там он познакомился со многими соотечественниками, в том числе деятелями искусства. Вернулся в Латвию и был задержан как бывший военнослужащий вермахта, выслан в Нарву на строительные работы. В начале 1950-х вернулся домой, однако открылось его участие в карательных акциях в Белоруссии, он был осуждён на 25 лет принудительных работ и отправлен отбывать наказание в Мордовию, где тоже занимался строительством, в том числе домов для начальства. Он был амнистирован, когда Янис Полис уже учился на 3 курсе Латвийского госуниверситета.
Вся тяжесть послевоенных лет легла на плечи матери Яниса: чтобы заработать деньги, она пекла крендели и продавала их на рынке в Элее. Мария Аустра была безграмотная, но набожная и приобщила детей к вере. Во время мартовской депортации 1949 года она была готова вместе с детьми и пожитками отправиться в ссылку, однако Полисов не тронули. Большой трагедией для семьи была гибель среднего сына Эдгара, который утонул, спасая другого тонущего в Лиелупе.
В 1945 году Янис пошёл в 1-й класс Скурстенской начальной школы и закончил её с отличием, перейдя в 1949 году в Сесавскую семилетку, которую также закончил с отличием. В школе он записался в кружки авиамоделистов и радиотехники. Среднее образование Янис получил в Свитенской средней школе, где увлёкся спортивными играми и велоспортом, даже мечтал поступить в Латвийский институт физкультуры, но из-за травмы руки от этой идеи отказался.
В школе он приобщился к литературе благодаря учительнице русского языка, выпускнице МГУ Маргарите Марининой, работавшей в Свитене по распределению. Янис начал писать стихи и на всю жизнь полюбил поэзию, декламируя наизусть Яниса Судрабкална, Александра Чака, Эрика Адамсона, «Молитву» Эльзы Кезбере, Ояра Вациетиса и Евгения Евтушенко.
Учитель Свитенской школы А. Вейнберг заинтересовал Полиса химическими экспериментами, а поскольку юноша с детства мечтал лечить людей, Вейнберг побудил его поступать на химический факультет ЛГУ, чтобы разрабатывать лекарства.
22 июня 1956 года Полис закончил среднюю школу и с успехом выдержал экзамены в ЛГУ. Его наставником в лабораторных опытах по синтезу уже с первого курса стал профессор Густав Ванаг. В 1958 году, после выделения из состава ЛГУ Рижского политехнического института, вместе с другими химиками Полис перешёл учиться туда. На третьем курсе он начал работать лаборантом на полставки у доцента Аугуста Арена, научившего его тонкостям лаборатории. Затем Полис совмещал учёбу с должностью лаборанта Института химии Академии наук, где познакомился со многими большими учёными, в том числе профессором Юрием Банковским, научившим его самостоятельности.

### Научная карьера
Полис окончил вуз в 1961 году. Первоначально молодой специалист должен был отправиться по распределению на Ливанский спиртозавод на должность главного инженера, однако на комиссии по распределению он заявил, что не пьёт, и тогда присутствовавший академик, директор Института оргсинтеза АН Латвийской ССР Соломон Гиллер предложил ему работу в руководимом им институте. Так Полис стал аспирантом Гиллера, затем старшим инженером и старшим научным сотрудником (1966—1975).
Во время учёбы в аспирантуре Полис заболел туберкулёзом и лечился в санатории. Получив запрет продолжать работу с токсичными веществами. в лаборатории Маргера Лидаки, он должен был сменить направление своих исследований. В октябре 1964 года в Институте оргсинтеза выступил с лекцией профессор Киевского политехнического института, исследователь химии адамантана Фёдор Степанов. Адамантан — углеводород с очень симметричной структурой молекулы, в которой 10 атомов углерода расположены в кристаллической решетке, как у алмаза, только свободное пространство между ними занимают атомы водорода. У производных этого вещества были в 1963 году обнаружены противовирусные свойства, и вскоре в советском научном вестнике «За рубежом» появилась информация об американском препарате фирмы Dupont «симетрел» (1-aминоадамтан) или «амантадин», для профилактики гриппа.
Вначале СССР планировал закупать американский препарат, однако Гиллер опередил события и решил разрабатывать собственную формулу. 9 февраля 1965 года он впервые обсудил с Полисом новый противовирусный препарат, а затем командировал аспиранта в Киев стажироваться у Степанова. Оттуда, по воспоминаниям Полиса, он «привёз целое ведро сырья и начал делать адамантан». К майским праздникам 1965 года он получил искомое вещество, работая с большой самоотдачей и иногда даже ночуя в институте. Поначалу Полис трудился в одиночку, затем создал группу в составе Илзе Гравы, Байбы Рагуеле и Бируты Вилне, вместе с которыми выделил около 1000 соединений адамантана.
Вскоре в Риге был ресинтезирован американский «симетрел» под названием «мидантан». На этом этапе большую помощь в изысканиях Полиса оказал академик АМН СССР Анатолий Смородинцев, который летом 1965 года отдыхал в Юрмале и встречался с С. Гиллером, директором Института микробиологии имени Аугуста Кирхенштейна Ритой Кукайн и Янисом Полисом. При поддержке Смородинцева начались исследования свойств препарата в Риге и в Ленинграде, подтвердившие противовирусные свойства мидантана и вдобавок выявившие в этом препарате вещества, позволяющие снизить проявления болезни Паркинсона.
В 1969 году Полис получил (совместно с Илзе Гравой) патент на усовершенствованный способ производства препарата, названного мераданом. Препарат был запущен в экспериментальное производство в Советском Союзе в том же году, успешно прошёл испытания и в 1975 году был зарегистрирован в Фармакологическом комитете СССР как рЕмантадин (в отличие от американского рИмантадина).
Полис и Грава разработали три оригинальных метода синтеза меродана, подтверждённые автoрскими свидетельствами на изобретения в СССР в 1971-м, 1973-м, 1974-м годах, а затем зарубежные патенты: в 1972 году в Бельгии и Индии, в 1973 году в Великобритании, в 1974 году в США, в 1975-м во Франции, в 1976-м в Швейцарии, в 1977-м в Японии, в 1979 году в ФРГ.
Уже после смерти Гиллера, в 1975 году Полис защитил диссертацию «Поиск антивирусных веществ в ряду адамантана» и получил учёную степень кандидата химических наук (1975), стал руководителем отделения биологических исследований института и работал в этой должности до 1981 года.
Внедрение ремантадина в производство произошло благодаря настойчивости самого автора: услышав речь генсека Л.И. Брежнева на XXV съезде КПСС в феврале 1976 года, призвавшего учёных создать бомбу против гриппа, наносящего ежегодно огромный ущерб экономике, Полис отбил телеграмму в Москву, сообщив о том, что искомая «бомба» уже есть: ремантадин. Вскоре изобретателя пригласили во Всесоюзный комитет по гриппу в Москву, где его снова поддержал академик А. Смородинцев. Более того: он заверил своего пациента, председателя Совета Министров СССР А. Н. Косыгина, что Полису можно верить. К началу осенней эпидемии гриппа в 1976 году новый Всесоюзный фармацевтический завод в латвийском городе Олайне уже произвел первые полтонны ремантадина, а Институт оргсинтеза был удостоен премии Совета Министров СССР четвёртой степени и получил дополнительное финансирование для исследований биоорганической химии и молекулярной биологии.

### Признание и новые разработки
За изобретение ремантадина Янис Полис и Илзе Грава получили премию, которую они поделили поровну: Полис потратил свои деньги на автомобиль «Жигули», а Грава — на кооперативную квартиру. 19 апреля 1979 года Полис чудом уцелел в страшной аварии и с трудом вернулся к жизни и работе.
С 1981 года Полис возглавлял Биоорганическое отделение института, под его руководством работали 3 лаборатории и виварий. С 1983-го по 1993 год он был старшим научным сотрудником. Он продолжил синтезировать биологически активные производные адамантана и разрабатывать новые методы получения уже известных его производных: ацетиладамантана (четыре авторских свидетельства СССР), карбоновой кислоты адамантана (два авторских свидетельства), тетрагидроциклопентадиена (сырье адамантана, авторское свидетельство). За изобретение способов получения новых биологически активных прикладных адамантана Полис получил девять авторских свидетельств СССР.

### Последние годы
В 1990 году Полис добивался запуска в производство своей эффективной новинки, адапромина, значительно превосходившего по лечебному воздействию ремантадин, и сетовал, что даже одобрительный отзыв министра здравоохранения СССР Евгения Чазова этому не помогает. При этом он включился в Атмоду и борьбу за восстановление независимости Латвии, участвовал в митингах. Когда эта идея реализовалась, о запуске новых препаратов в производство пришлось забыть. В институте Полис перешёл на должность ассистента, так как в 1992 году отказался от хабилитации своего кандидатского диплома, которая приравняла бы его к докторскому в Латвийской республике. Он работал в лабораториях М. Лидаки, Г. Зелчана и И. Калвиньша, и коллеги неизменно отмечали, что он делает это в «нечеловеческом» режиме, по 12 часов в день. Но однажды, не предупредив начальство, улетел в Непал, после чего его отправили на пенсию в 1997 году и более наукой он не занимался.
Дом, где жил изобретатель, попал под денационализацию. В 2000 году благодаря ходатайству Академии наук и резонансу в прессе Рижская дума выделила Полису социальную квартиру на улице Резнас, 10/2. Частные латвийские фармацевтические фирмы продолжали производить ремантадин и мидантан, но Полис к ним с материальными претензиями не обращался, понимая: «Сроки всех патентов истекли. Сам виноват. Не сумел жизнь устроить. Был бы проворней, когда шла приватизация, обеспечил бы себя жильём». В своём социальном доме он организовывал культурные мероприятия и лекции, вкладывал личные накопления в ремонт.
В 2000 году Полису был присвоен статус эмеритированного учёного Латвии и вместе с ним пожизненный грант, что улучшило его материальное положение пенсионера.
В 2009 году Всемирная организация интеллектуальной собственности удостоила Полиса своей Награды за инновационную деятельность (англ. WIPO Award for Innovative Enterprises) «в знак признания его запатентованных изобретений в области медицинской химии и, в частности, за изобретение и внедрение антивирусного препарата римантадин».
В 2010 году крещённый в лютеранстве Полис примкнул к Рижской армянской апостольской церкви: со времени первой научной командировки в Армению в 1981 году и знакомства с поэзией Григора Нарекаци он живо интересовался армянской культурой.
В том же 2010 году Янис Полис тяжело заболел: у него стали отказывать ноги, начался острый процесс в мягких тканях, приносивший мучительные боли, а на лечение в больнице у него не было денег. От отчаяния он обратился за поддержкой в газету «Вести сегодня», при посредничестве которой фармацевтическая фирма «Олайнфарм» выделила средства на оплату его лечения в Ожоговом центре. Медики констатировали, что болезнь неизлечима, но можно её купировать при надлежащем уходе. Последующие события известны благодаря журналистке «Вести сегодня» Елене Слюсаревой, поддерживавшей учёного в этот трудный период, призывавшей руководство страны и бизнесменов помочь обречённому. Эти просьбы остались без ответа. Предоставленные «Олайнфармом» услуги частного центра по уходу на дому оказались неквалифицированными и ухудшили состояние больного. Социальный работник приносил Полису на дом газеты и продукты, денег Полису не хватало даже на питание.
19 марта 2011 года учёный в тяжелом состоянии был доставлен в реанимационное отделение рижской больницы «Бикерниеки». Анестезиолог-реаниматолог медучреждения Галина Малкиель сообщила, что Полис госпитализирован в состоянии крайнего истощения. Медикам удалось оказать помощь Янису Юрьевичу, снять боли и наладить сон. Однако через его состояние ухудшилось, пришлось ввести пациента в медикаментозный сон, из которого он уже не выходил и скончался 12 апреля 2011 года.

## Вклад в науку: ремантадин
Первый противовирусный препарат «симетрел» был получен в 1964 году и запатентован в 1965 году в США в результате исследования производных амантадина группой под руководством Уильяма Причарда в компании Du Pont (патент США № 3352912, 1965, на химическую формулу и № 3592934 на первый метод синтеза, 1967).
Полис смог ресинтезировать американский «симетрел» под названием «мидантан», а затем ряд его аналогов, вместе со своими помощницами Илзе Гравой, Байбой Рагуэле и Бирутой Вилной. Противовирусные свойства препарата исследовала Муза Индулена в Институте микробиологии имени А. Кирхенштейна, эти исследования поддержала директор института академик Рита Кукайне. Это требовалось, поскольку до этого антивирусные свойства органических соединений в Латвийской ССР не изучались, поэтому для таких работ требовалось освоение новых методик.
Большой вклад в разработку препарата внёс выдающийся вирусолог, лауреат Ленинской премии Анатолий Смородинцев, который организовал эпидемиологические исследования активного вещества. Производство аналога мидантана было развёрнуто в Риге, он активно использовался для профилактики гриппа А, а также использовался для лечения болезни Паркинсона.
Однако Полис считал своей задачей найти средство для лечения гриппа и продолжил изучать производные адамантана. Среди большого количества ресинтезированных веществ он обнаружил формулу, структурно близкую к мидантану: α-метил-1-адамантиламин, которую американцы назвали римантадином. Первый элементный анализ формулы Полис произвёл в Риге 5 ноября 1969 года. 12 декабря того же года было получено авторское свидетельство СССР о разработке процесса производства препарата. 17 февраля 1970 года препарат был передан на испытания М.Индулене.
«Ремантадин — это та самая „бомба“ против гриппа, которую очень ждали в СССР. Препарат рождался, пожалуй, труднее, чем мидантан, так как требовался более сложный синтез, и не один месяц Полис со своими сотрудницами бился над тем, чтобы свести его только к пяти стадиям», — писала о разработке упрощённой технологии массового производства препарата латвийская журналистка Светлана Ильичёва. Она была одним из добровольцев, который испробовал действие нового препарата на себе и убедился в его эффективности.
При исследовании зарегистрированного в американском патенте соединения было констатировано, что синтезированный в Институте оргсинтеза препарат намного активнее мидантана и обладает, наряду с профилактическими, и лечебным действием. Первый килограмм препарата Я.Полис синтезировал в своей лаборатории в 1972 году. Тогда же был разработан производственный регламент для Экспериментального завода института. Завод обеспечил выпуск первой партии препарата для широких клинико-эпидемиологических испытаний в Ленинградском НИИ гриппа под руководством А. А. Смородинцева.
Поддержка Смородинцева и сотрудничество с ленинградским Институтом гриппа позволили ввести изобретение Полиса в медицинскую практику как лекарство. Вначале оно получило название мерадан и с ним препарат вывели на клинические испытания. Название рЕмантадин предложил Смородинцев при регистрации препарата в Фармакологическом комитете СССР в 1975 году. Накануне во время командировки в США академик АМН выступил с докладом о советском препарате, вызвав сенсацию в научном мире обширным эпидемиологическим материалом и подтверждёнными данными клинических испытаний. Под влиянием этой поездки и было предложено сменить имя лекарства на рЕмантадин. Интересно, что в самих США промышленное производство римантадина так и не было развёрнуто, указывал академик Я.Страдыньш, объясняя это невозможностью развернуть в условиях частной медицины столь масштабные клинико-эпидемиологические испытания препарата, как это было сделано в СССР: в них участвовали тысячи врачей и сотни тысяч пациентов.
В ходе клинических испытаний ремантадина выяснилась его активность для профилактики клещевого энцефалита.
«Ремантадин можно считать одним из трёх китов, на которых базировался престиж Института оргсинтеза, наряду с противораковым препаратом фторафуром и кардиопротектором милдронатом, — отмечал академик Янис Страдыньш. — Среди этих препаратов римантадин наиболее популярен, это препарат-долгожитель, который становится актуальным с каждой новой волной гриппа как в нашей стране, так и за рубежом».

## Кредо
«В изобретении нужна мотивация, и чаще всего это необходимость сделать что-то (в моем случае синтезировать самое простое и самым непростым способом). Когда все думают, что ничего не выйдет, нужно постараться забыть об учебниках и постараться увидеть проблему совсем в другом, неожиданном ракурсе, и тогда чаще всего появляются изобретения».

«Миссия моей жизни заключается в химии: смешивать вещества, экспериментировать и создавать медицинские соединения. В химии царит тот же закон, что в искусстве и в музыке. Все исчезает и происходит, внутри этого и этика, и мораль». Я.Полис 

## Награды
Медаль Д. И. Гринделя за вклад в науку от фармацевтической компании «Гриндекс» 10 октября 1997 года.
Награда за инновационную деятельность (англ. WIPO Award for Innovative Enterprises) от Всемирной организации интеллектуальной собственности «в знак признания его запатентованных изобретений в области медицинской химии и, в частности, за изобретение и внедрение антивирусного препарата римантадин» (2008).

## Семья
Дети: музыкант, радиоведущий Угис Полис (1961), предприниматель Янис Полис (1968).

## Публикации
Автор более 95 научных публикаций, 36 авторских патентов, 8 патентов по препарату ремантадин, 5 по препарату глудантан.